# Martin Soap
El Teniente Martin Soap es un personaje ficticio, un oficial de policía en Marvel Comics. Se desempeñó como personaje secundario y apoyo para el Castigador durante las miniseries de los años 2000 y 2001. Soap apareció por primera vez en The Punisher (vol. 3) #2 (mayo de 2001) y fue creado por Garth Ennis y Steve Dillon.

## Biografía del personaje ficticio
Martin Soap sufre la desgracia desde el principio. Momentos después de su nacimiento, la enfermera le cae en la cabeza. Es abandonado de niño por su madre adolescente soltera y criado en un orfanato. Una reunión con un oficial de policía alcohólico genera el deseo de ser policía cuando crezca. Se une al Departamento de Policía de Nueva York y a pesar de ser ascendido a detective es conocido como un metedor de pata, describiéndose como "el mayor perdedor del departamento." Cuando el departamento de policía quedó presionado por Ma Gnucci para acabar con El Castigador, Soap es colocado en la "Fuerza de Operaciones del Castigador", por lo que el departamento podría parecer que fue en busca de El Castigador sin llegar a ponerlo en peligro, como El Castigador es muy popular entre los oficiales de policía. Su primer socio, Bud Plugg, es un psicólogo forense, sin entrenamiento policíaco real. Después de que Soap da algunas críticas bien intencionadas de un examen psicológico de El Castigador, Plugg queda abatido y se cuelga en la oficina de Soap.
Soap pronto se asocia con la teniente Molly von Richthofen, quien fue asignada a un grupo de trabajo similar contra Ma Gnucci. Los dos trabajan bien juntos. Soap desarrolla sentimientos románticos por Richthofen, pero es gentilmente rechazado cuando ella le dijo que era lesbiana. Después de un asalto de El Castigador al recinto de Ma Gnucci, Soap y Richthofen son sorprendidos por El Castigador, pero lo dejan escapar a cambio de imágenes comprometedoras del Alcalde y el Comisionado de Policía de Nueva York. Usando las imágenes como chantaje, Soap se convierte en el nuevo comisario. Molly se retira a otro país.
Al principio de El Castigador (vol. 5), Soap es degradado a detective después de haber sido chantajeado con fotos de él con una prostituta. Está de nuevo asignada a la "Fuerza de Operaciones del Castigador". Angustiado por el callejón sin salida en el que su vida se ha convertido, Soap intenta suicidarse, pero es abordado por El Castigador. Soap se compromete a convertirse en un topo para él, suministrando información a El Castigador sobre sus objetivos de la base de datos de la policía. Después de que Soap mata al asesino en serie Bubba Sparks en defensa propia, Soap es ascendido a teniente.
Soap es más tarde tomado como rehén por los matones a sueldo que trabajan para el despiadado periodista sensacionalista Chuck Self, que obliga a El Castigador a tomar a Self junto con él, mientras que El Castigador pasa una noche matando a gágsters y delincuentes de poca monta. Si Castle no cumple con las órdenes de Self, Self enviará mensajes de texto a sus hombres para matar a Soap. Durante el curso de ser perseguido por miembros de pandillas y mafiosos, Self es herido varias veces, mientras que El Castigador se mantiene incólume. Self es asesinado más tarde al caer accidentalmente en una astilladora de madera, y Castle regresa para salvar a Soap matando a los matones de Self. El Castigador deja el cadáver destrozado de Self en el capó de su coche, a continuación, Castle y Soap se van.
Soap es visto en un bar normal, creyendo falsamente que el dueño del bar, Kevin, es uno de sus amigos de verdad. Soap se encuentra con una serie de objetivos inadecuados románticos incluyendo, pero no limitado, un travesti y una mujer creída ser su propia madre perdida hace mucho tiempo. Kevin es consciente de la naturaleza torcida de las conquistas románticas de Soap sin embargo, opta por no decírselo por su propia diversión. Cuando Soap casi se mata con una pistola en el baño de hombres, Kevin interviene y Soap cree que se debe a que le preocupa su bienestar. Pero cuando Kevin hace un comentario sarcástico, porque no quería un desastre y prefirió que Soap se suicidara en su casa, Soap golpea a Kevin, le amenaza con su arma y le aterra antes de salir, después de haber encontrado la confianza en sí mismo. Soap trata de arrestar a El Castigador, pero no logra detenerlo. Soap queda abatido; Castle le dice a Soap que cuando las cosas no están mejorando, "sólo tiene que ir".
Soap deja la policía de Nueva York, se traslada a Los Ángeles y se convierte en una estrella porno. Hasta ese momento, simplemente no era consciente de que tenía genitales grandes.

## Otras versiones

### Punisher Noir
Soap aparece como un competente detective del NYPD investigando el asesinato de Frank Castelione, y los asesinatos cometidos por el hijo de Frank, El Castigador.

## En otros medios

### Películas
Soap aparece en la película de 2008 Punisher: War Zone, interpretado por Dash Mihok. En la película, es retratado como un hombre torpe y demasiado engreído, con un título en psicología conductista y casi ninguna aptitud para enfrentarse a los criminales (hay varias escenas cómicas en que se muestra torpe con su propia pistola). Como una broma, sus superiores lo asignan a la "Fuerza de Operaciones del Castigador", una prebenda sin sentido que consiste únicamente de Soap, desde que el NYPD está totalmente en sintonía con las acciones de El Castigador, pero tiene que (estéticamente) aparecer aunque se está tratando de desalentar a los vigilantes. Soap está asociado con el agente Budiansky del FBI (Colin Salmon), obsesionado con detener a El Castigador, que ha matado a un agente encubierto por error. A mitad de la película, se revela que Soap es en realidad uno de los aliados de El Castigador, que le transmite información sobre sus diversos objetivos. En el momento en que Budiansky se da cuenta de esto, también se da cuenta de lo malos que son los criminales que están en contra, y la impotencia del "sistema" para castigarlos. Soap y Budiansky asisten a El Castigador para rescatar a la familia del agente muerto de Puzzle. En lo que sigue, Soap comienza a llevar a casa a Frank, comenzando una conferencia no solicitada sobre los beneficios de la misericordia y la rehabilitación en lugar de la ejecución directa - pero se detiene cuando se ve amenazado por un asaltante violento, a quien mata el Castigador.

### Videojuegos
Martin Soap aparece en videojuego de 2005 del Castigador con la voz de Michael Gough. En el juego, interroga a El Castigador con Molly Van Richtofen dentro de la prisión de la Isla Ryker. Los flashbacks revelan que Soap estaba aliado en secreto con El Castigador para darle al vigilante información para ayudarle a continuar con sus actividades. Soap y su bar favorito son presentados en un nivel en particular. El Castigador entra en el bar con el fin de matar a un importante miembro de la mafia Bobby Gnucci (hijo de Ma Gnucci) junto con todos y cada uno de los matones de Gnucci que también están en el bar. Soap se pierde todo el espectáculo, porque estaba en el baño vomitando profusamente, en parte por el consumo de alcohol y en parte por miedo a los matones de Gnucci. Soap sale del baño poco después que el Castigador sale del lugar, ve el desastre, y tristemente, dice, "¡Maldita sea, Castle! ¡Era mi antro favorito!"